# یواس‌اس کاستین (آی‌ایکس-۲۱۱)
یواس‌اس کاستین (آی‌ایکس-۲۱۱) (به انگلیسی: USS Castine (IX-211)) یک کشتی بود که طول آن ۱۷۳٫۸ فوت (۵۳٫۰ متر) بود. این کشتی در سال ۱۹۴۱ ساخته شد.